# Pilot Grove (Misuri)
Pilot Grove es una ciudad ubicada en el condado de Cooper en el estado estadounidense de Misuri. En el Censo de 2010 tenía una población de 768 habitantes y una densidad poblacional de 706,02 personas por km².

## Geografía
Pilot Grove se encuentra ubicada en las coordenadas 38°52′25″N 92°54′45″O / 38.87361, -92.91250. Según la Oficina del Censo de los Estados Unidos, Pilot Grove tiene una superficie total de 1.09 km², de la cual 1.09 km² corresponden a tierra firme y (0%) 0 km² es agua.

## Demografía
Según el censo de 2010, había 768 personas residiendo en Pilot Grove. La densidad de población era de 706,02 hab./km². De los 768 habitantes, Pilot Grove estaba compuesto por el 96.48% blancos, el 1.3% eran afroamericanos, el 0.39% eran amerindios, el 0.39% eran asiáticos, el 0% eran isleños del Pacífico, el 0% eran de otras razas y el 1.43% pertenecían a dos o más razas. Del total de la población el 1.04% eran hispanos o latinos de cualquier raza.